# بيل زيمرمان
بيل زيمرمان (بالإنجليزية: Bill Zimmerman)‏ هو لاعب كرة قاعدة أمريكي، ولد في 20 يناير 1887 في Kengen ‏، وتوفي في 4 أكتوبر 1952 في نيوآرك في الولايات المتحدة.

## وصلات خارجية
- بيل زيمرمان على موقعبيزبول رفرنس.كوم (الدوري الرئيسي) (الإنجليزية)
- بيل زيمرمان على موقعبيزبول رفرنس.كوم (الدوري الثانوي) (الإنجليزية)